# 球泉洞站
球泉洞站（日语：／ Kyūsendō eki */?）是位於熊本縣球磨郡球磨村，屬於九州旅客鐵道（JR九州）肥薩線的車站。

## 車站構造
本站為岸式月台1面1線的無人車站。

## 車站周邊
- 球泉洞 - 站前道路往北走，越過球泉洞度假村吊橋後可達。約1.5公里 徒步30分。
- 球泉洞森林館・愛迪生博物館（エジソンミュージアム）
- 熊本縣道304號一勝地神瀨線 - 位於站前。
- 國道219號 - 位於對岸。車站南側有松本橋。

## 歷史
- 1942年12月21日：設立大坂間臨時車站
- 1947年3月1日：升格為大坂間站，提供客運、手提行李及手提貨物提取服務[1]。
- 1987年4月1日：國鐵分割民營化後成為九州旅客鐵道（JR九州）轄下的車站。
- 1988年3月13日：改稱為球泉洞站

## 相鄰車站
九州旅客鐵道
肥薩線
■快速
通過
■普通
白石－球泉洞－一勝地

## 外部連結
- JR九州 － 球泉洞車站 （页面存档备份，存于）（日語）